# 华林造纸作坊遗址
28°38′09″N 115°10′27″E / 28.6358°N 115.1743°E

《天工開物》製紙的流程圖

华林造纸作坊遗址是位于中华人民共和国江西省高安市的一处工业遗址，位于高安市华林风景名胜区东溪村的周岭，2010年被列入第三次全国文物普查百大新发现，2013年被列为第七批全国重点文物保护单位。
2005年江西省开展第三次全省文物普查时，在周岭村的山间田地里发现16座水碓遗址。2007年及2009年，江西省文物考古研究所、高安市博物馆联合组成考古队对该遗址开展了两期考古发掘工作。发掘工作共分两部分：一是对周岭村福纸庙作坊遗址进行发掘，福纸庙作坊遗址位于周岭村东南约500米的山谷中，两次发掘共650平方米，清理出南宋遗迹、元代遗迹、明代遗迹和明末清初遗迹四组遗迹。二是对周岭村石脑头溪两岸的7座水碓遗址和西溪村西溪两岸的7座水碓遗址进行清理。华林造纸作坊遗址是中国大陆发现的时代最早、延续生产时间最长、发现遗迹最多、最全的造纸遗址，可完整再现明代宋应星所著《天工开物》中“造竹纸”的情景，对研究中国造竹纸技术发展史具有一定价值。